# 坂梨公紀
坂梨 公紀（坂梨有剋）（さかなし ともき、1965年（昭和40年）6月24日 - ）は、日本の演出家・テレビディレクター。日本映画学校（現・日本映画大学 ）第1期卒業。
父親は元電通のドラマ・アニメのプロデューサーの坂梨港。1人息子。
2021年に仕事上の名前を『坂梨有剋（さかなし ともき）』に改名。

## 演出作品
- ママはバレリーナ（2005〜2006年／TBS）[2] ※全35話のうち、16〜20話担当
- 偽りの花園（2006年／東海テレビ）[3]　※全65話のうち、56〜60話担当
- 天使はモップを持って（2013年／NHKBS）[4] ※演出／脚本、第4話は共同執筆
- 世田谷駐在刑事2（2014年／TBS）[5]
- 世田谷駐在刑事3（2015年／TBS）[6]
- さくらの親子丼（2017年／東海テレビ）[7]　※全8話のうち、第6話
- ミストレス〜女たちの秘密〜（2019年、NHK総合）[8]
- メンタル強め美女白川さん（2022年、テレビ東京）第10話担当
- さらば、佳き日（2023年、テレビ東京）第4,7話担当

## 助監督作品
- LOVE&PEACE（1998年／日本テレビ）
- ベストパートナー（1997年／TBS）
- 君といた未来のために 〜I'll be back〜（1999年／日本テレビ）
- 新・天までとどけ（1999年／TBS） ※第1シリーズ
- 新宿暴走救急隊（2000年／日本テレビ）
- ルーキー!（2001年／関西テレビ）
- 真珠夫人（2002年／東海テレビ）
- ふたり 私たちが選んだ道（2003年／日本テレビ）
- こちら本池上署（2004年／TBS）　※第4シリーズ・スケジュール担当
- がんばっていきまっしょい（2005年／関西テレビ）
- どんまい!（2005年／NHK）
- 家族～妻の不在・夫の存在～（2006年／朝日放送）
- グッジョブ -Good job-（2007年／NHK）
- 4姉妹探偵団（2008年／朝日放送）
- 風のガーデン（2008年／フジテレビ）
- 誰かが嘘をついている（2009年／フジテレビ）
- 10年先も君に恋して（2010年／NHK）
- 使命と魂のリミット　前編・後編（2011年／NHK）
- 世田谷駐在刑事（2012年／TBS）
- 西村京太郎スペシャル 警部補・佐々木丈太郎（2013年~14年／フジテレビ） ※第5作、第7作
- スペシャルドラマ　王様の家（2013年／BS朝日）
- 実験刑事トトリ（2013年／NHK） ※第2シリーズ
- 新・示談交渉人 裏ファイル（2014年／TBS） ※第3作
- NHK放送90年 大河ファンタジー　精霊の守り人第1シリーズ（1〜4話）（2016年／NHK）
- はぐれ署長の殺人急行（2016年／TBS） ※第1作
- ショカツの女 新宿西署 刑事課強行犯係（2017年／テレビ朝日） ※第13作
- 月曜名作劇場 警視庁SP特命係（2017年／TBS）
- さくらの親子丼（2017年／東海テレビ) スケジュール担当
- ミステリースペシャル・ふぞろい刑事（2017年／ABC・テレビ朝日）
- 東日本大震災を扱ったNHKスペシャル NHKスペシャル メルトダウン File.7 そして冷却水は絞られた ～原発事故 迷走の2日間～（2018年／NHK）ドラマ部分担当
- 特命刑事 カクホの女2（2019年／テレビ東京）スケジュール担当
- 月曜プレミア8 横山秀夫サスペンス「沈黙のアリバイ」「モノクロームの反転」（2020年10月26日、11月9日、テレビ東京）
- 特捜9 Season.4（2021年、テレビ朝日）
- 月曜プレミア8 十津川警部の事件簿2〜悪夢（2021年、テレビ東京）
- 月曜プレミア8 横山秀夫サスペンス 第三の時効（2021年、テレビ東京）
- メンタル強め美女白川さん（2022年、テレビ東京）
- 月曜プレミア8 大川と小川の時短捜査（2022年、テレビ東京）
- 月曜プレミア8 横山秀夫サスペンス　ペルソナの微笑（2023年、テレビ東京）
- ドラマプレミア23　ダ・カーポしませんか?（2023年、テレビ東京）(応援)
- 月曜プレミア8 十津川警部の事件簿4〜終着駅殺人事件（2023年、テレビ東京）
- オシドラサタデー　恋する警護24時（2023年、テレビ朝日）スケジュール担当
- ドラマ特区 彩香ちゃんは弘子先輩に恋してる（2024年、MBS）

## 坂梨港•プロデュース作品
ドラマ作品
- われは海の子（1976年／TBS）
- 雪山讃歌・ある青春/立てた!滑れた!（1978年／東海テレビ）

◎松本清張作家活動40年記念ドラマ
- 西郷札（1991年／TBS）
- 波の塔（1991年／フジテレビ）
- 一年半待て（1991年／テレビ朝日）
- ゼロの焦点（1991年／日本テレビ）
- 坂道の家（1991年／フジテレビ）
- 張込み（1991年／フジテレビ）
- 砂の器（1991年／テレビ朝日）
- 霧の旗（1991年／テレビ朝日）
- けものみち（1991年／日本テレビ）
- 球形の荒野（1992年／フジテレビ）
- 迷走地図（1992年／TBS）

アニメ作品
- 一休さん（1975〜82年／テレビ朝日）
- 少年徳川家康（1975年／テレビ朝日）
- まんがことわざ事典(企画/プロデュース)（1980〜82年／テレビ東京）　※企画、プロデュース担当
- まんが日本史（1983〜84年／日本テレビ）

バラエティ番組
- 私は名探偵・完全犯罪をつぶせ!（1982〜83年／テレビ東京）